# Sumske, Simferopol
Sumske (în ucraineană Сумське) este un sat în comuna Juravlivka din raionul Simferopol, Republica Autonomă Crimeea, Ucraina.

## Demografie
Componența lingvistică a localității Sumske
     Rusă (66,92%)
     Tătară crimeeană (23,08%)
     Ucraineană (8,85%)
Conform recensământului din 2001, majoritatea populației localității Sumske era vorbitoare de rusă (66,92%), existând în minoritate și vorbitori de tătară crimeeană (23,08%) și ucraineană (8,85%).